# Takahatenamon
Takahatenamon est une reine de l'Égypte antique, sœur et épouse de Taharqa, roi de Napata et pharaon de 690 à 664 av. J.-C. Elle est rattachée à la XXVe dynastie.
Fille du pharaon Piânkhy et épouse de son frère le pharaon Taharqa, elle est connue par des inscriptions hiéroglyphiques avec sa titulature et par des représentations picturales en tenue d'apparat aux côtés de son époux. Son lieu de sépulture n'est pas localisé avec certitude.

## Biographie
Takahatenamon est aussi appelée Takahatamon ou Takhahatamani. Elle fait partie de la XXVe dynastie égyptienne de l'Égypte antique.
|                |        |           |        |
| \| \| \| \| \| |        |           |        |
|                |        |           |        |
| i              | mn · n | D37 · V31 | O4 · t |

| i | mn · n | D37 · V31 | O4 · t |

|                |        |           |        |
| \| \| \| \| \| |        |           |        |
|                |        |           |        |
| i              | mn · n | D37 · V31 | O4 · t |

| i | mn · n | D37 · V31 | O4 · t |

|                |        |           |        |
| \| \| \| \| \| |        |           |        |
|                |        |           |        |
| i              | mn · n | D37 · V31 | O4 · t |

| i | mn · n | D37 · V31 | O4 · t |

|                |        |           |        |
| \| \| \| \| \| |        |           |        |
|                |        |           |        |
| i              | mn · n | D37 · V31 | O4 · t |

| i | mn · n | D37 · V31 | O4 · t |

Takahatenamon est la fille du roi Piânkhy qui a pratiquement réalisé la réunification de l'Égypte. Elle est aussi à la fois la sœur et l'épouse du pharaon Taharqa. Plusieurs titres lui sont décernés : 
- « Noble Dame » (iryt p't),
- « Grandement louée » (wrt hzwt),
- « Épouse du Roi » (hmt niswt),
- « Souveraine de toutes les femmes » (hnwt hmwt nbwt),
- « Sœur du roi » (snt niswt)[3].

## Représentation, sépulture
Takahatenamon est notamment connue par sa représentation sur une scène d'offrandes dans le temple de Mout à Gebel Barkal. Elle y est représentée en tenue d'apparat debout derrière son époux Taharqa, le pharaon, qui présente des offrandes à Amon-Rê et à la déesse Mout,.
Elle porte la haute coiffe particulière des reines avec le disque solaire de Rê et un bandeau d'or surmonté de l'uraeus, le cobra sacré protecteur des pharaons. Elle est parée d'un large collier d'or et de bracelets d'or.
Elle est vêtue d'un haut noir à parements rouges et blancs, partiellement recouvert par son grand collier, et d'une longue jupe blanche transparente. Elle est pieds nus, tient un chasse-mouche de la main droite, et répand du parfum de la main gauche.
Concernant sa sépulture, l'égyptologue George Andrew Reisner suggère que Takahatenamon a pu être enterrée à Nouri dans la tombe 21. La datation de cette tombe donne cependant l'époque du roi Nubien Senkamenisken, ce qui signifie que la reine aurait dû mourir âgée d'au moins soixante ans pour avoir pu être enterrée dans cette tombe.